# レオニード・パセチニク
レオニード・イヴァノヴィチ・パセチニク（ロシア語: Леони́д Ива́нович Па́сечник、ウクライナ語: Леонід Іванович Пасічник Leonid Ivanovych Pasichnyk、1970年3月15日 - ）は、ウクライナ出身の政治家。現在、ロシア連邦内ルガンスク人民共和国の首長代行。自称独立国家時代のルガンスク人民共和国の首長（2018 - 2022年）、国家保安省大臣（2014年 - 2017年）を務めた。

## 来歴
1970年3月15日、ソビエト連邦ウクライナ・ソビエト社会主義共和国のヴォロシロフグラード（現在のルハーンシク）に生まれた。父親は社会主義財産の監視を行う部門（OBKhSS）で働いていた。1975年、家族はロシア・ソビエト連邦社会主義共和国のマガダンへ移住した。
ドネツク高等軍事政治学校を卒業後、ウクライナ保安庁ルハーンシク州局に勤務し、密輸の取締を行った。2006年8月15日に発生した194万米ドルと740万露ルーブルの大規模な密輸事件を担当し、一躍有名となった。職務と誠実さが評価され、2007年3月にヴィクトル・ユシチェンコ大統領よりウクライナ従軍勲章が授与された。
2014年ウクライナ騒乱から始まった親ロシア派の騒乱ではルハーンシク州の親ロシア派勢力が「ルハーンシク人民共和国」を樹立し、ウクライナから独立を宣言した。パセチニクはウクライナ政府から反旗を翻し、ルハーンシク人民共和国を支持した。2014年10月9日、ルガンスク人民共和国国家保安省大臣に任命された。
2017年11月24日、当時のルガンスク首長イゴール・プロトニツキはイゴール・コルネット内務大臣が意図した事実上のクーデターで失脚し、ルガンスク政府はパセチニクを次の選挙までの首長代行として指名した。11月25日、人民評議会はプロトニツキの辞任を満場一致で可決した（2017年ルガンスク人民共和国政治危機）。
2018年11月11日、首長選挙が実施されパセチニクは68.3パーセントの得票率で当選した。21日、ルハーンシク首長に就任した。
2021年12月6日、ロシア与党の統一ロシアから党籍を与えられ、モスクワで開かれる年次総会へ招待された。
2022年9月30日にロシアがルガンスク人民共和国を併合する条約が調印され、10月4日にパセチニクが首長代行に任命された。